# بوقة (بلاد الروس)

تعديل مصدري - تعديل

بوقة هي إحدى قرى عزلة وعلان بمديرية بلاد الروس التابعة لمحافظة صنعاء، بلغ تعداد سكانها 768 نسمة حسب تعداد اليمن لعام 2004.